# Campionato Internazionale
Il Campionato Internazionale di hockey su ghiaccio si è svolto in Svizzera tra il 1908 e il 1937 come campionato parallelo al Campionato Nazionale, con formazioni formate da giocatori non svizzeri.

## Storia

### Denominazioni
- 1908-1937: Campionato Internazionale

## Albo d'oro
- 1908-09:  Bellerive Vevey
- 1909-10:  La Villa Ouchy
- 1910-11:  CP Lausanne
- 1911-12:  Les Avants
- 1912-13:  Les Avants
- 1913-14: Nessun Campionato a causa del tempo
- 1914-15: Nessun Campionato a causa della mobilitazione
- 1915-16:  Akademischer EHC Zürich
- 1916-17:  Les Avants
- 1917-18:  Bellerive Vevey
- 1918-19:  Rosey-Gstaad
- 1919-20:  Rosey-Gstaad
- 1920-21:  Rosey-Gstaad
- 1921-22:  Château-d'Œx
- 1922-23:  St. Moritz
- 1923-24:  Château-d'Œx
- 1924-25:  Rosey-Gstaad
- 1925-26: Nessun vincitore
- 1926-27:  Davos
- 1927-28:  Rosey-Gstaad
- 1928-29:  Davos
- 1929-30:  Davos
- 1930-31:  Davos
- 1931-32:  Davos
- 1932-33:  Grasshopper Club
- 1933-34:  Davos
- 1934-35:  Davos
- 1935-36:  Zürcher SC
- 1936-37:  Davos

### Classifica
- 8  Davos
- 5  Rosey-Gstaad
- 2  Château-d'Œx
- 3  Les Avants
- 2  Bellerive Vevey
- 1  La Villa Ouchy
- 1  CP Lausanne
- 1  Akademischer EHC Zürich
- 1  St. Moritz
- 1  GCK Lions
- 1  Zürcher SC